# 崔遊 (北魏)
崔 遊（さい ゆう、473年 - 524年）は、北魏の官僚・軍人。字は延叔。本貫は博陵郡安平県。

## 経歴
奉朝請を初任とし、しばらくして太尉主簿に転じた。江州刺史陳伯之に召されて司馬となり、洛陽に召還されて奉車都尉に任じられた。503年（景明4年）、中山王元英が義陽を攻撃すると、崔遊はその下で都督録事参軍となり、まもなく司馬に転じた。507年（正始4年）に元英が鍾離の戦いに敗れると、崔遊も連座して秦州に流され、長らくを経て帰還できた。514年（延昌3年）、高肇が西征の軍を起こすと、崔遊はその下で統軍となった。歩兵校尉に任じられ、豫州征虜府長史に転じた。まもなく征虜将軍・北趙郡太守に任じられ、治績を挙げた。
518年（熙平3年）、河東郡太守に転じた。塩戸の兵役を免除し、城内にあった太学を城南の閑静な地に移設するなどして、良守と称された。征虜将軍のまま涼州刺史に転じたが、母が死去したため辞職して喪に服した。
正光年間、右将軍・南秦州刺史として再起を命じられ、固辞したが許されなかった。先般から南秦州の楊松柏と楊洛徳の兄弟がたびたび反乱を起こしていたが、崔遊が州に着任すると、帰順をうながした。兄弟は崔遊のもとに帰順して、氐族たちも続々と来帰したが、崔遊は宴会に誘い出して斬り捨てた。このため諸民族の不信を買って、州境の諸族はそろって反乱を起こした。524年（正光5年）夏、秦州の城民の莫折大提が刺史の李彦を殺して反乱を起こした。数日後、南秦州の城民の孫掩・張長命・韓祖香らが秦州の乱に呼応して蜂起し、州館を攻撃した。崔遊は韓祖香らに捕らえられて、まもなく殺害された。享年は52。永安年間、散騎侍郎・鎮北将軍・定州刺史の位を追贈された。
子の崔伏護は、開府参軍となった。

## 伝記資料
- 『魏書』巻57 列伝第45
- 『北史』巻32 列伝第20